# Pamela E. Harris
Pour les articles homonymes, voir Harris.
Pamela Estephania Harris (née le 28 novembre 1983) est une mathématicienne et universitaire américano-mexicaine. Elle est professeure agrégée au sein du département de mathématiques et statistiques au Williams College et cofondatrice du site internet « Lathisms », destiné à faire connaître les mathématiciens hispaniques et à assurer la diffusion de leurs recherches en mathématiques.

## Biographie
Pamela Estephania naît au Mexique. Sa famille séjourne aux États-Unis lorsqu'elle a 8 ans, puis s'y installe définitivement lorsqu'elle est âgée de 12 ans . Elle n'a pas de permis de séjour officiel et ne peut s'inscrire à l'université. Elle fait ses études au Milwaukee Area Technical College, où elle obtient en 2003 un « AA » et un « AS » (Associate of Arts et Associate of Science), diplômes universitaires intermédiaires qui se passent en deux ans aux États-Unis. Elle épouse un citoyen américain et obtient alors un titre de séjour qui lui permet de s'inscrire à l'université Marquette, où elle obtient sa licence en 2005. Elle poursuit ses études à l'université du Wisconsin à Milwaukee, où elle obtient un master en mathématiques en 2008 puis, en 2012, soutient une thèse de doctorat sous la direction de Jeb F. Willenbring. Elle obtient une bourse du projet NExT (New Experiences in Teaching) en 2012 puis une autre bourse Davies Research Fellow à l'Académie militaire de West Point de 2013 à 2016. Elle est nommée maître de conférences au Williams College, à Williamstown dans le Massachusetts en 2016, puis professeure agrégée en 2020.

## Activités de recherche
Les recherches de Pamela Harris se font dans le domaine de la combinatoire algébrique, en particulier sur la représentation d'algèbre de Lie. Pour comprendre cette représentation, elle étudie les fonctions de partition vectorielle, en particulier la fonction de partition de Kostant. Elle s'intéresse également à la théorie des graphes et à la théorie des nombres. 
Elle constate la sous-représentation des minorités ethniques en mathématiques, notamment des mathématiciennes afro-américaines et hispano-américaines. Ce n'est que plus récemment qu'elle entend parler de Ruth Gonzalez, première Américaine hispanique titulaire d'un doctorat en mathématiques et d'Erika Tatiana Camacho, professeure de mathématiques à l'université d'État de l'Arizona qui a été la directrice de thèse de Pamela Harris. En 2016, elle a cofondé une plateforme en ligne appelée « Lathisms » qui vise à promouvoir les contributions des Latins et des Hispaniques en mathématiques. Elle s'investit également dans la Society for the Advancement of Chicanos/Hispanics and Native Americans in Science (en) (SACNAS).

## Hommages et distinctions
- 2022 : Prix Haimo
- 2019 : prix Henry L. Alder de la Mathematical Association of America, un prix national d'enseignement destiné aux jeunes professeurs, pour son action en faveur d'« une communauté mathématique diversifiée et inclusive »[9] et prix de mentorat en début de carrière du Council of Undergraduate Research[4].
- Elle est conférencière invitée à un colloque de la Mathematical Association of America en 2019[10] et conférencière à la conférence nationale de la SACNAS (Society for the Advancement of Chicanos / Hispanics and Native Americans in Science)[2],[11].
- Elle est mentionnée dans le livre Power in Numbers: The Rebel Women of Mathematics paru en 2018[1],[11].